# ليني ديكسترا
ليني ديكسترا (بالإنجليزية: Lenny Dykstra) هو لاعب كرة قاعدة أمريكي، ولد في 10 فبراير 1963 في سانتا آنا في الولايات المتحدة.

## وصلات خارجية
- ليني ديكسترا على موقع دوري كرة القاعدة الرئيسي (الإنجليزية)
- ليني ديكسترا على موقعبيزبول رفرنس.كوم (الدوري الرئيسي) (الإنجليزية)
- ليني ديكسترا على موقعبيزبول رفرنس.كوم (الدوري الثانوي) (الإنجليزية)
- ليني ديكسترا على موقع إي إس بي إن.كوم (أم.أل.بي) (الإنجليزية)
- ليني ديكسترا على موقع مشجعي الرسوم البيانية (الإنجليزية)
- ليني ديكسترا على موقع إن إن دي بي (الإنجليزية)